# Rivière Wabano Ouest
Pour les articles homonymes, voir Wabano.
La rivière Wabano Ouest est un affluent de la rive droite de la rivière Wabano. Elle coule dans le territoire non organisé Lac-Ashuapmushuan au Saguenay-Lac-Saint-Jean et dans La Tuque en Mauricie, au Québec, au Canada.

## Géographie
Ce cours d'eau fait partie du bassin versant de la rivière Saint-Maurice laquelle se déverse à Trois-Rivières sur la rive nord du fleuve Saint-Laurent.
À partir du lac Combet (altitude : 440 m), qui draine une quarantaine de lacs, dans le centre-ouest de Lac-Ashuapmushuan, dont un lac sans nom (altitude : 570 m), à l'ouest du la Masse(d), qui est le plus élevé du bassin versant, la rivière coule sur environ 37 km, selon les segments suivants :
- vers le sud en traversant le lac Baillargé (altitude : 420 m) sur sa pleine longueur ;
- vers le sud-ouest, traversant la limite nord-est de La tuque, jusqu'au ruisseau Berlinguet venant du nord-ouest ;
- vers le sud-est jusqu'à sa confluence sur la rive droite de la rivière Wabano.

Le courant poursuit sont cours jusqu'à la rivière Saint-Maurice puis dans l'estuaire du Saint-Laurent.

## Toponymie
Le toponyme rivière Wabano Ouest a été officialisé le 5 décembre 1968 à la Commission de toponymie du Québec.